# Tiunatermes mariuzani
Tiunatermes mariuzani (лат.) — вид носатых термитов из семейства Termitidae (Nasutitermitinae).

## Распространение
Саванны Бразилии (серрадо, Tocantins: Jalapão region).

## Описание
Длина рабочих и солдат около 0,5 см (имаго не обнаружены). Длина головы с носом более 1,9 мм. Усики рабочих состоят из 13 члеников, солдат — из 14. Голова желтовато-коричневая. Нос конической формы с широким основанием; тазики передних ног без бугорка; абдоминальные склериты хорошо склеротизированы. Длина головы солдат 1,93—2,00 мм; ширина головы 1,13—1,18 мм; ширина пронотума WP 0,58—0,63 мм; длина голени задней ноги LT 1,20—1,28 мм. Солдаты имеют носовую трубку из которой при опасности выстреливают репеллентами на основе терпенов. Жвалы солдат сильно редуцированные, нефункционирующие. Лабрум шире своей длины. Формула шпор голеней: 2—2—2.
Сходны с солдатами и рабочими термитов рода Anhangatermes, но у них нос цилиндрической формы, а тазики передних ног с бугорком спереди. Видовое название дано в честь Mariuzan Carrijo de Sousa.